# Italiani dello Utah

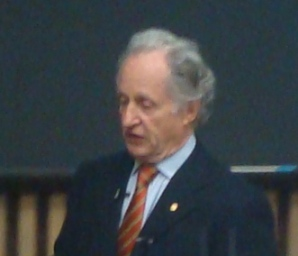
Mario Capecchi, premio Nobel di Medicina nel 2007, risiede nello Utah

Gli Italiani dello Utah comprendono i discendenti degli immigrati dall'Italia e, in misura minore, gli immigrati recenti. Sempre più italiani dello Utah di terza e quarta generazione stanno tentando di riconnettersi al ricco patrimonio della loro terra d'origine, anche per acquisire una migliore prospettiva della loro identità americana. Lo stato dello Utah è stato un piccolo, ma importante, fattore della storia degli italoamericani negli Stati Uniti.

## Caratteristiche
Differentemente dalle nazioni del nord Europa, l'Italia fornì pochissimi immigranti nella prima ondata di mormoni, trasferitisi in Utah nei decenni dal 1850 al 1880.
Infatti solo un piccolo gruppo di cinquanta valdesi di una zona presso Torino migrarono nella Salt Lake Valley durante quel primo periodo. Essi furono convertiti dagli sforzi missionari del sardo Joseph Toronto e di Lorenzo Snow, che poi divenne presidente della Chiesa LDS. I nomi di queste famiglie valdesi (quali Bertoche, Beus, Cardon, Chatelain e Malan) oggi sono di importanza storica, perché i loro discendenti sono molto numerosi e sono profondamente legati allo sviluppo dello Utah. 

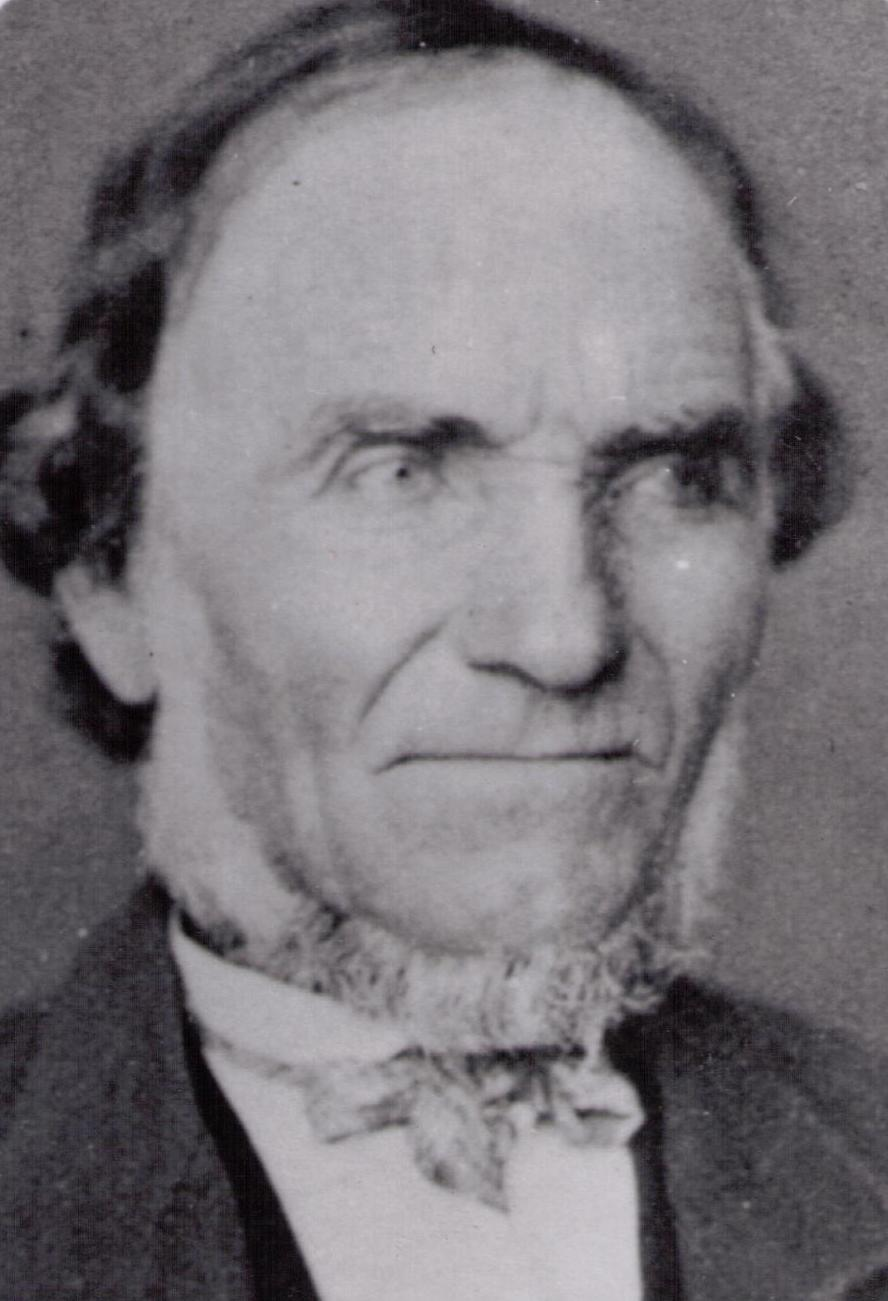
Giuseppe Taranto, conosciuto dai Mormoni come Joseph Toronto, fu il primo italiano radicato nello Utah

La seconda ondata di immigrazione, nei decenni dal 1890 al 1920, è la più importante perché coinvolse migliaia di persone da ogni regione d'Italia, in special modo dalle regioni meridionali di Calabria e Sicilia e da quelle settentrionali di Piemonte e Trentino. I nuovi arrivati si stanziarono nelle contee Salt Lake County, Carbon County e Weber County, dove vi era richiesta soprattutto di minatori e addetti alle ferrovie.
Una Little Italy velocemente si costituì nella parte orientale di Salt Lake City, attorno alla stazione Rio Grande, popolata di negozi di cibo e oggetti italiani. La parrocchia cattolica frequentata dagli italiani era quella di San Patrizio, giacente nelle vicinanze. Negli anni cinquanta del ventesimo secolo Little Italy fu tagliata in due dalla costruzione dell'autostrada, che ne causò il rapido declino. Più tardi, negli anni novanta, un piccolo revival ha preso piede nell'area, dopo l'apertura di una serie di ristoranti e alimentari italiani. Per alcuni anni, un Italian Center ha organizzato letture, corsi di italiano e altri eventi culturali grazie agli spazi forniti da uno di questi locali. La festa di Ferragosto è tenuta ogni agosto in questa zona di interesse storico. Un mercato, simile a quelli italiani, molto di successo, aiuta a creare un'atmosfera mediterranea.

## Demografia
Secondo il censimento del 2000, 57.500 persone in Utah rivendicano almeno un avo italiano, mentre circa 3.000 sono immigrati recentemente. La percentuale di italoamericani in Utah è del 2,3, mentre negli Stati Uniti la percentuale è del 5,6. Non troppi italiani vivono nello Utah perché tipicamente preferiscono zone più simili e vicine nell'aspetto all'Italia. Infatti la maggioranza vive nel Northeast, nel Midwest, in California e in Florida. Comunque il significativo numero di italoamericani dello Utah si è ben integrato e ha contribuito allo sviluppo economico e sociale dello stato.

## Italiani di Utah famosi

### Passato
- Fortunato Anselmo fu Vice Console d'Italia di Salt Lake City dagli anni venti all'inizio della seconda guerra mondiale. Fu molto rispettato per il suo volenteroso lavoro in favore dei nuovi italiani immigrati.
- Joseph Barboglio fu fondatore negli anni venti della Helper State Bank di Helper.
- Frank Bonacci. fu il primo italiano ad essere eletto nel Parlamento dello Utah. In veste di parlamentare appoggiò il disegno di legge per la fondazione del College of Eastern Utah di Price. Nei suoi ultimi anni fu un sindacalista della Trade Union, il sindacato americano.
- Monsignor Alfredo Giovannoni fu per molti anni il prete cattolico che fu incaricato della cura pastorale dei migrati italiani negli anni dai venti ai cinquanta. Lavorò prima in Helper, poi in Salt Lake City.
- Frank Granato fu nel 1948 il fondatore della Granato Importing Company che è oggi un'importante industria di importazione di cibi italiani in Utah.
- Joseph Toronto fu il primo italiano che venne in Utah con i pionieri mormoni del 1848. Fu pastore del Presidente della Chiesa Mormone Brigham Young. Nel 1850 accompagnò Lorenzo Snow nella prima missione mormona italiana, nella zona di Torino, dove convertì alcuni valdesi. Ha molti importanti discendenti in Utah.[3]

### Presente
- Dominic Albo è professoressa di chirurgia alla University of Utah. I suoi avi erano calabresi.
- Mario Capecchi, nativo di Verona, è il Premio Nobel per la medicina 2007.
- Mike Homer è un avvocato, esperto di storia dello Utah e presidente della Utah Historical Society; è un discendente della famiglia valdesi Bertochs.
- Giovanni Maschero è dal 1989 viceconsole d'Italia di Salt Lake City.
- Philip Notarianni è direttore della Utah Historical Society e il maggior esperto della storia dell'immigrazione italiana in Utah.
- Ronald Yengich è stato uno dei maggiori avvocati penalisti dello Utah degli ultimi venti anni.

## Organizzazioni

### Passato
In passato nello Utah non esisteva la copertura economica per i lavoratori malati o infortunati e società di beneficenza private avevano lo scopo di raccogliere fondi per pagare i giorni di malattia dei lavoratori. Le più importanti furono:
- Fratellanza Minatori, fondata nel 1902 a Sunnyside.
- Italian Americanization Club, nata nel 1919 e basata in Salt Lake City.
- Società Cristoforo Colombo, nata nel 1897, che operò in Salt Lake City, Ogden e Castle Gate per molti anni.

### Presente
- The Friendly Club è stato fondato in Ogden da un gruppo di trentini nel 1937. Oggi ha il nome di Trentini Club
- The Italian American Civic League, fondata nel 1934 e ancora in attività.
- Italian American Lawyers Association fondata qualche anno fa, organizza meeting mensili.
- 'Italian Center of the West,' è l'unica organizzazione no-profit italiana in Utah; organizza ogni mese eventi culturali e tiene corsi di italiano.
- Vice consolato italiano di Salt Lake City, alle dipendenze del Consolato d'Italia in San Francisco.
- Ferragosto Festival, organizza una fiera italiana ogni anno, in agosto.

## Istruzione
La Brigham Young University è stata la prima istituzione educativa dello Utah ad organizzare un bachelor of arts di Lingua e cultura italiana. Offre anche un programma studi a Firenze e Roma. La University of Utah offre un minor di lingua italiana e un programma studi in Siena. In collaborazione con OSHER offre anche un corso di lingua italiano per principianti. La East High School in Salt Lake City offre corsi brevi di italiano per principianti. Negli Stati Uniti l'italiano è la quarta lingua d'insegnamento dietro spagnolo, francese e tedesco.

## Pubblicazioni e media
Nei primi anni di immigrazione italiana apparvero molti giornali in lingua come Il Minatore di Mose Paggi, La Gazzetta Italiana di G. Milano, La Scintilla di Alfonso Russo e G. Milano e Il Corriere d'America di Frank Niccoli e Alfonso Russo. Copie di queste pubblicazioni, così come vecchie immagini e nastri o trascrizioni di interviste a italiani prominenti sono conservate presso la Special Collection of the J. Willard Marriott Library presso la University of Utah. In tempi recenti, è stato pubblicato dal 1998 al 2004 il giornale In Piazza. Al 2009 non esistono giornali italiani pubblicati in Utah, ma esiste qualche pubblicazione on-line.
Per quanto riguarda la letteratura accademica, Phil Notarianni ha scritto molti articoli riguardo agli immigrati italiani in Utah. Recentemente, Mike Homer ha pubblicato una guida turistica dello Utah per stranieri e uno dei suoi capitoli è dedicato specificatamente a quelli italiani.

## Relazioni Utah-Italia

### Visione d'insieme
Nel corso degli anni l'Italia ha fornito allo Utah migliaia di persone. Alcuni italiani si trasferirono per motivi religiosi, ma la maggior parte per cercare migliori condizioni economiche. Quattromila furono i deportati in Utah come prigionieri di guerra durante la seconda guerra mondiale: otto di essi riposano nel cimitero di Salt Lake City, uccisi da una sentinella del campo di concentramento. Alcuni prigionieri alla fine della guerra decisero di rimanere a vivere nello Utah. Qualche centinaio di soldati statunitensi dello Utah combatté in Italia contro i nazisti e i fascisti e molti di essi vi morirono. Dagli anni sessanta, molti missionari mormoni dello Utah sono attivi nelle principali città italiane. Negli ultimi quaranta anni, centinaia di essi hanno speso fino a due anni di missione in Italia. In conseguenza di queste attività circa 20.000 italiani si sono convertiti al mormonismo. Qualcuno di essi ha sposato ex missionari mormoni. Parrocchie e congregazioni della Chiesa Mormone sono presenti in più città italiane. La Genealogical Society of Utah ha fotografato una grande percentuale delle anagrafi civili e cattoliche italiane: il progetto è ancora in corso.

### Commercio e turismo
L'Italia è tra i 25 primi partner commerciali dello Utah. Il principale prodotto esportato in Italia è l'oro seguito da computer e software.
Secondo dati ufficiali, lo Utah è visitato ogni anno da circa 12.000 italiani.